# Mucharram at-Tahtani
Mucharram at-Tahtani (arab. مخرم التحتاني) – miejscowość w Syrii, w muhafazie Hims. W 2004 roku liczyła 3035 mieszkańców.